# Vueling
Vueling airlines je španělská nízkonákladová letecká společnost. Sídlí v Barceloně, jedná se o druhou největší leteckou společnost v zemi. Hlavní letecké základny má v Barceloně–El Prat a Římě–Fiumicino. Další základny má v ACoruñě, Alicante, Amsterdamu, Bilbau, Bruselu, Florencii, Madridu, Málaze, Palma de Mallorce, Paříži-Orly, Santiago de Compostela, Seville a Valencii. V březnu 2017 létal Vueling do 163 destinací. V roce 2011 společnost přepravila 12,3 milionu pasažérů, v roce 2014 to bylo 17,2 mil. Spadá pod nadnárodní leteckou holdingovou společnost International Airlines Group.
Společnost byla založena v roce 2004, v roce 2009 se do ní sloučila společnost Clickair. Její jmeno pochází ze španělského slova „vuelo", což znamená let.

## Praha

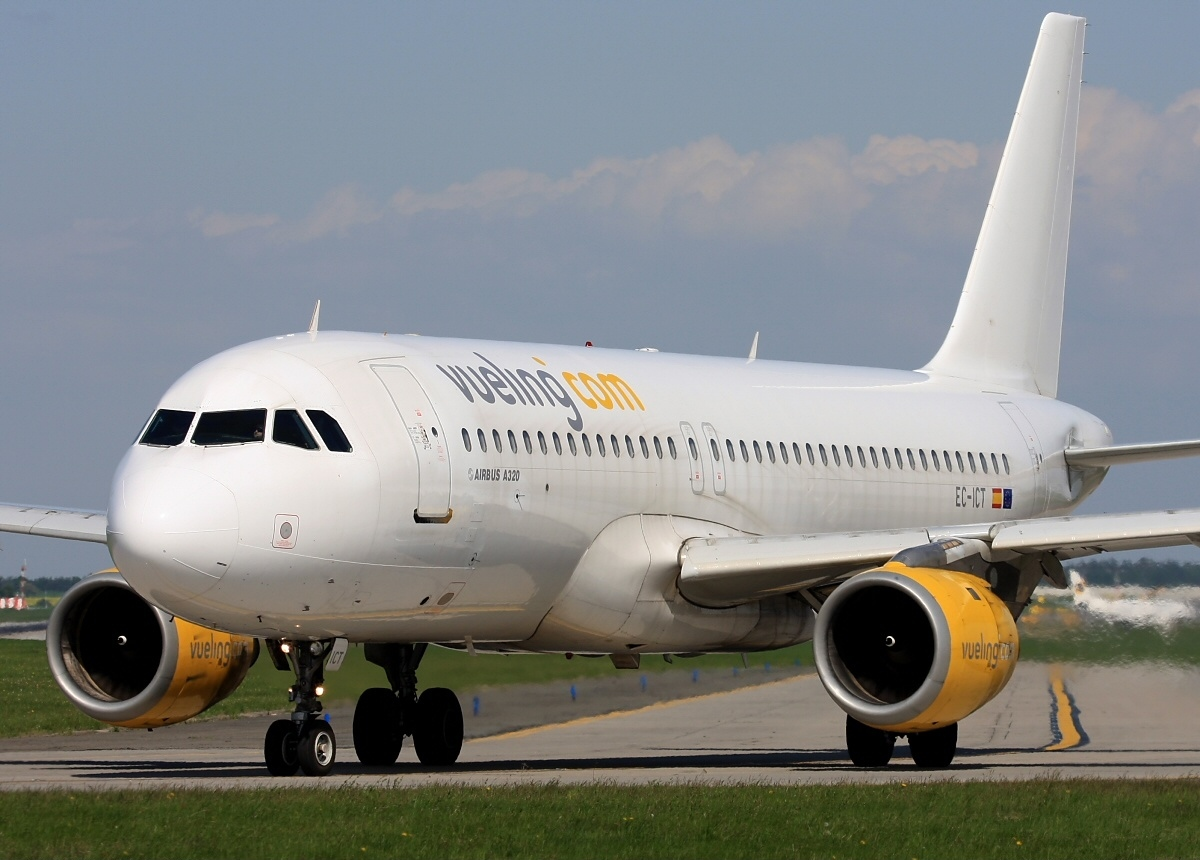
Airbus A320 Vueling na letišti v Praze

(aktualizováno v lednu 2022)

### Současné destinace
Vueling létá od roku 2009 pravidelně také do hlavního města Česka, Prahy. Letiště Václava Havla spojuje s následujícími destinacemi:
- Barcelona, letiště El Prat – 8 letů týdně, od roku 2009
- Řím, letiště Fiumicino – 6 letů týdně, od 24. dubna 2014[2]
- Amsterdam, letiště Schiphol - 4 lety týdně, do 26. března 2022[3]
- Paříž, letiště Orly - 1-2 lety týdně, do 26. března 2022
- Paříž, letiště Charlese de Gaulla – 6 letů týdně, od 27. března 2022[3]
- Florencie, letiště Ameriga Vespucciho - 2 lety týdně (od 27. března 3)[3]

### Bývalé destinace
- Brusel, letiště Brusel – 4 lety týdně, 2014 až 2016[4]
- Toulouse, letiště Toulouse – 4 lety týdně, od 2011[5] až ?

## Flotila
V lednu 2022 čítala flotila Vueling následující letadla průměrného stáří 8,4 let.